# Ciuchy za drzwiami
Ciuchy za drzwiami – singel polskiego piosenkarza Kubańczyka z jego czwartego albumu studyjnego, zatytułowanego W zeszłym roku. Singel został wydany 6 listopada 2022.
Nagranie otrzymało w Polsce status złotego singla, przekraczając liczbę 25 tysięcy sprzedanych kopii.

## Geneza utworu i historia wydania
Piosenka została napisana i skomponowana przez Jakuba Flasa i Jana Dublowskiego, który również odpowiada za produkcję utworu. Piosenkarz o singlu:

Jest to jeden z najbardziej personalnych i emocjonalnych utworów jaki kiedykolwiek napisałem. W moim życiu nastąpiło wiele zmian, którymi chciałem się z Wami podzielić. Obecnie cały swój czas poświęcam na pracę nad najnowszym albumem i to właśnie muzyka pochłania mnie w stu procentach.

Singel ukazał się w formacie digital download 6 listopada 2022 w Polsce za pośrednictwem wytwórni płytowej Universal Music Polska i wydaniem własnym. Piosenka została umieszczona na czwartym albumie studyjnym Kubańczyka – W zeszłym roku.

## Teledysk
Do utworu powstał teledysk w reżyserii MzQ Media, który udostępniono 7 listopada 2022 za pośrednictwem serwisu YouTube.

## Lista utworów
- Digital download[3]

1. „Ciuchy za drzwiami” – 2:29

## Certyfikaty
| Kraj          | Certyfikat  | Sprzedaż |
| ------------- | ----------- | -------- |
| Polska (ZPAV) | złota płyta | 25 000+  |